# 晏田乡
晏田乡，是中华人民共和国湖南省邵陽市武冈市下辖的一个乡镇级行政单位。

## 行政区划
晏田乡下辖以下地区：
蕉林村、何家冲村、三井村、合心村、荷花井村、黄坡村、大路坪村、汽水岩村、青山亭村、歧冈村、大胜村、姚家冲村、向东村、八角庙村、石云村、天堂村、大坪冲村、竹坪村、双宅村、白田村、扶塘村、梅树村、天龙庵村和石门村。